# Едвін Муратович
Едвін Муратович (люксемб. Edvin Muratovic, чорн. Edvin Muratović/Едвин Муратовић; нар. 15 лютого 1997, Люксембург) — люксембурзький і чорногорський футболіст, нападник польського клубу «Одра» (Ополе) та національної збірної Люксембургу. Виступав за низку люксембурзьких клубів, зокрема, за клуб «Ф91 Дюделанж».

## Клубна кар'єра
Едвін Муратович народився 1997 року в місті Люксембург. Займався в юнацьких командах футбольних клубів «Женесс», «Ф91 Дюделанж», «Мец», «Саарбрюкен» та «Віртон». У дорослому футболі дебютував 2016 року у складі бельгійської команди «Віртон», в якій грав до 2018 року, взявши участь у 24 матчах чемпіонату.
У 2018 році футболіст перейшов до люксембурзького клубу «Ф91 Дюделанж», проте за короткий час його віддали в річну оренду до іншого люксембурзького клубу «Діфферданж 03». Після повернення з оренди Муратович став одним із основних гравців атакувальної ланки команди, і до 2022 року відзначився 19 голами в 54 проведених матчах за клуб, та став у складі команди чемпіоном країни.
У 2022 році Едвін Муратович став гравцем клубу «Расінг» (Люксембург), а в 2024 році на правах оренди перейшов до польського клубу «Ресовія». Улітку 2024 року Муратович став гравцем іншого польського клубу «Одра» (Ополе). Станом на 18 серпня 2024 року відіграв за команду з Ополе 4 матчі в національному чемпіонаті.

## Виступи за збірні
Едвін Муратович грав у складі юнацьких збірних Люксембургу та Чорногорії, утім остаточно вибрав виступи на міжнародному рівні за Люксембург.
Протягом 2016—2018 років Муратович грав у складі молодіжної збірної Люксембургу. На молодіжному рівні зіграв у 14 офіційних матчах, забив 3 голи.
У 2020 року Муратович дебютував у складі національної збірної Люксембургу. 13 жовтня 2020 року він забив перший гол у складі національної збірної Люксембургу в матчі проти збірної своєї історичної батьківщини — Чорногорії. Загалос станом на вересень 2024 року зіграв у складі люксембурзької збірної 17 матчів, у яких відзначився 1 забитим м'ячем.

## Титули та досягнення
- Чемпіон Люксембургу (2):

«Ф91 Дюделанж»: 2017–2018, 2021–2022